# 白熱教室
『白熱教室』（はくねつきょうしつ）は、NHK教育テレビジョン（Eテレ）他で放送されている教養番組。
『白熱教室』はマイケル・サンデルによる『ハーバード白熱教室』を原点に、日本の大学教授らによる『白熱教室JAPAN』、ティナ・シーリグの『スタンフォード白熱教室』、シーナ・アイエンガーの『コロンビア白熱教室』などから続くシリーズ番組で、関連番組も放送されている。
原点となる『ハーバード白熱教室』はWGBHが制作したもので、他はNHKが制作、その際に「サンデルの、学生を議論に参加させる講義スタイル」を引き継いだ。

## WGBH: ハーバード白熱教室
アメリカの公共放送局WGBH-TVがサンデルの「政治哲学」講義を収録した Justice with Michael Sandel を製作。ハーバード大学の講義が初めて放送された。講義では例題や実例を提示しつつ、学生に難題を投げかけ議論を引き出し、自身の理論を展開する。
2010年4月、NHKは邦題『ハーバード白熱教室』として放送。放送期間は3ヶ月で、『TVシンポジウム』を間借りする形で放送した。
日本では日本語版として、NHK教育テレビで2010年4月4日から6月20日まで毎週日曜日18時から放送された。2ヶ国語放送で副音声は英語原音。各レクチャーの後に友人の千葉大学教授の小林正弥による解説が挿入された。2010年8月に来日し、同月25日に東京大学、安田講堂で『ハーバード白熱教室@東京大学 日本で正義の話をしよう』が収録され、9月26日のETV特集で90分編集版が、また10月4日と11日の2週に分けて教育テレビで120分編集版が放送、10月17日にはインタビューも交えた『ハーバード白熱教室の衝撃』も放送。

### 講義内容
| 話数   | 主題                          | レクチャー                                                  | 特記事項                                             | 日本語版初回放送日 |
| ------ | ----------------------------- | ----------------------------------------------------------- | ---------------------------------------------------- | ------------------ |
| 第1回  | 殺人に正義はあるか            | 1 犠牲になる命を選べるか 2 サバイバルのための「殺人」       | トロッコ問題 ジェレミー・ベンサム ミニョネット号事件 | 2010年4月4日       |
| 第2回  | 命に値段をつけられるのか      | 1 ある企業のあやまち 2 高級な「喜び」 低級な「喜び」        | ジョン・スチュアート・ミル フォード・ピント事件      | 2010年4月11日      |
| 第3回  | 「富」は誰のもの?             | 1 課税に「正義」はあるか 2 「私」を所有しているのは誰?      | ロバート・ノージック                                 | 2010年4月18日      |
| 第4回  | この土地は誰のもの?           | 1 土地略奪に正義はあるか 2 社会に入る「同意」               | ジョン・ロック                                       | 2010年4月25日      |
| 第5回  | お金で買えるもの 買えないもの | 1 兵士は金で雇えるか 2 母性売り出し中                       | 徴兵制度 ベビーM事件                                 | 2010年5月2日       |
| 第6回  | 動機と結果 どちらが大切?      | 1 自分の動機に注意 2 道徳性の最高原理                       | イマヌエル・カント                                   | 2010年5月9日       |
| 第7回  | 嘘をつかない練習              | 1 「嘘」の教訓 2 契約は契約だ                               | モニカ・ルインスキー事件                             | 2010年5月16日      |
| 第8回  | 能力主義に正義はない?         | 1 フェアなスタートは何か? 2 何が我々にふさわしい報いなのか? | ジョン・ロールズ                                     | 2010年5月23日      |
| 第9回  | 入学資格を議論する            | 1 私がなぜ不合格? 2 最高のフルートは誰の手に                | アファーマティブアクション アリストテレス            | 2010年5月30日      |
| 第10回 | アリストテレスは死んでいない  | 1 ゴルフの目的は歩くこと? 2 奴隷制に正義あり?               | ケーシー・マーティン 奴隷制                          | 2010年6月6日       |
| 第11回 | 愛国心と正義 どちらが大切?    | 1 善と善が衝突する時 2 愛国心のジレンマ                     | アラスデア・マッキンタイア ロバート・E・リー         | 2010年6月13日      |
| 第12回 | 善き生を追求する              | 1 同性結婚を議論する 2 正義へのアプローチ                   | 同性結婚                                             | 2010年6月20日      |
|        | ハーバード白熱教室@東京大学   | 1 イチローの年俸は高すぎる? 2 戦争責任を議論する            | イチローとバラク・オバマ 日本への原子爆弾投下        | 2010年9月26日      |

### 声の出演
日本語版
- マイケル・サンデル教授 - うすいたかやす
- 学生 - 石田嘉代、林和良、名村幸太朗、川島悠美

### 関連商品
- 『ハーバード白熱教室講義録+東大特別授業〈上・下〉』 （NHK「ハーバード白熱教室」制作チーム、小林正弥、杉田晶子訳、早川書房、2010年 ISBN 9784152091680 ＆ ISBN 9784152091697）
- 『NHK DVD ハーバード白熱教室』
  - DVDBOX - POBD-25901 / 単巻（全6巻） POBD-25008〜25013
  - 2010年12月8日発売。BOX特典として『ハーバード白熱教室@東京大学』を収録。

### 『マイケル・サンデル 究極の選択』
マイケル・サンデル 究極の選択「大震災特別講義 〜私たちはどう生きるべきか〜」
2011年4月16日 21時 - 22時15分にNHK総合テレビで放送。2011年3月11日に発生した東北地方太平洋沖地震（東日本大震災）について、東京、ボストン、上海の3つの地域から同時中継しディスカッションしていく内容。出演は高畑淳子、髙田明、高橋ジョージ、石田衣良など。
ハーバードからのメッセージ 世界は震災から何を学べるか
2011年5月15日 20時-21時50分放送。ハーバード大学での東日本大震災復興支援チャリティ活動の一環として行われたシンポジウムを放送。参加はマイケル・サンデルほか、ライシャワー研究所所長アンドリュー・ゴードン歴史学教授、国際原子力機関IAEAのハイノネン元事務次長など。
マイケル・サンデル 究極の選択「震災復興 〜誰が金を払うのか〜」
2011年9月10日 21時 - 22時15分にNHK総合テレビで放送。東日本大震災からの復興に関する補償問題などについて、東京、ハーバード大学、上海復旦大学の3か所から同時中継しディスカッションしていく内容。出演は森本正治、青木冨貴子、折原美樹など。
マイケル・サンデル 究極の選択「ビンラディン殺害に正義はあるか」
2011年9月23日 22時 - 23時15分にNHK総合テレビで放送。テロリズムをテーマにし、2011年5月にアメリカ政府がオサマ・ビンラディンを殺害した事例、2005年6月にアフガニスタンでアメリカ軍兵士がテロリストへの通報を防ぐために民間人を殺害するか判断した事例などを引き合いにディスカッションが進められる内容。同時中継先および出演者は前回と一緒。なお、東海・北陸地方では以下の番組を放送するため、翌日の10:05 - 11:20に振替放送を行った。
- 22:00 - 22:50 めざせ!会社の星（先行放送25分、再放送25分）
- 22:50 - 23:05 サタテン（吉川友ライブ）
- 23:05 - 23:15 NHKプレマップ

マイケル・サンデル 究極の選択「お金で買えるもの 買えないもの」
2012年2月18日 21時 - 22時13分にNHK総合テレビで放送。ゲストは、猪瀬直樹、古田敦也、髙田明、斉藤慶子、SHELLY。
マイケル・サンデル 究極の選択「許せる格差 許せない格差」
2012年3月19日 22時 - 23時13分にNHK総合テレビで放送。テーマは経済格差。ゲストは、竹中平蔵、猪瀬直樹、古田敦也、眞鍋かをり、又吉直樹（ピース）。
マイケル・サンデル 究極の選択「オリンピック・正義と不正義を分けるもの」
2012年6月8日 23時 - 0時50分にNHK総合テレビで放送。テーマはオリンピック。

### 『マイケル・サンデル 5千人の白熱教室』
マイケル・サンデル 5千人の白熱教室（前）「すべてをお金で買えるのか」
2012年6月16日 14時 - 15時にEテレで放送。2012年5月28日に東京国際フォーラムで行われた特別講義「ここから、はじまる。民主主義の逆襲」を放送。テーマは市場原理。
マイケル・サンデル 5千人の白熱教室（後）「これからの日本の話をしよう」
2012年6月23日 14時 - 15時にEテレで放送。上記、東京国際フォーラムの特別講義の後編を放送。テーマは原発の再稼働、電気料金の値上げ、震災のガレキの受け入れなど東日本大震災後の問題。

### 『マイケル・サンデルの白熱教室』
マイケル・サンデル白熱教室「15歳の君たちと学校のことを考える」
2013年1月18日 23時 - 24時50分にNHK BS1で放送。東京近郊の中学に通う35人の中学3年生及びゲストと、「いじめ、そして理想の学校とは」をテーマに議論。
マイケル・サンデルの白熱教室@東北大学「これからの復興の話をしよう」
2013年3月2日 21時15分-22時13分 NHK総合で放送。2013年2月22日東北大学で行われた、東北大学生500人と一般公募500人を相手に、東日本大震災の復興をテーマに議論。
マイケル・サンデルの経営者白熱教室「震災復興 企業に何ができるか」
2013年3月3日 16時-16時55分 Eテレで放送。テーマは「企業経営と震災復興」で、ローソン代表取締役社長・新浪剛史、ヤマト運輸代表取締役社長・山内雅喜、日本マイクロソフト代表執行役社長・樋口泰行、日産自動車代表取締役最高執行責任者・志賀俊之、LIXIL代表取締役社長・藤森義明、第一生命保険代表取締役社長・渡邉光一郎、メリルリンチ日本証券代表取締役社長・瀬口二郎ら7人の経営者と議論。
マイケル・サンデル白熱教室 世界の人たちと正義の話をしよう
2013年12月28日 20時-21時50分 BS1、および2014年1月3日 14時-15時40分 Eテレで放送。韓国、中国、ブラジル、インドで行われた特別講義のハイライトを放送。
マイケル・サンデルの白熱教室 これからの学校の話をしよう
2014年4月27日 19時-20時50分 BS1。日本の中学生やゲストと学校について議論。ゲストは、道端カレン、安藤桃子、井筒和幸、藤原和博（元中学校校長）、金森俊朗（元小学校教師）
マイケル・サンデルの白熱教室 日中韓の未来の話をしよう
2014年5月11日 19時-20時50分 BS1。日本、中国、韓国の名門大学の学生24名による日中韓の関係の議論。
マイケル・サンデルの白熱教室 公共放送の未来を考えよう
2015年5月23日 22時-22時49分。総合テレビ。2015年5月11日-14日に東京で開催された第39回INPUT（世界公共放送番組会議）での各国の公共放送制作者との公共放送についての議論。ゲストは演出家・テリー伊藤、ニワンゴ社長・杉本誠司。
マイケル・サンデルの白熱教室 科学と幸福の話をしよう
2015年6月14日（13日深夜） 0時-1時50分。BS1。日本、アメリカ、中国の名門大学の学生24名との最新テクノロジーの議論。2015年1月放送、NHKスペシャル『NEXT WORLD 私たちの未来』の映像も紹介。
トランプ派vs反トランプ派
2017年5月14日BS1スペシャルで初回放送。ドナルド・トランプ支持と非支持の9人ずつをニューヨークのスタジオに集め、報道のあり方、意見や信条の異なる同僚や家族との衝突を避ける方法などを議論した。
白熱教室2018
民主主義と哲学発祥の地・ギリシャに国籍も職業も様々な若者21人を招集し意見を交わした五回シリーズ。BS1で2018年6月24日から毎週一回・五週にわたって放送された。テーマは放送順に#1「移民を拒む権利はあるのか」、#2「AIは最適な恋人を探せるか」、#3「人を見た目で選んでもいいのか」、#4「ロナウドの年収は高すぎる？」、#5「プライバシー　何を守りたい？」。
君の成功は努力の結果？運？
サンデルの著作「実力も運のうち 能力主義は正義か?」日本語版刊行から約三ヶ月を経た2021年7月4日、BS1スペシャルで初回放送。新型コロナウイルス感染症の世界的流行で露呈した社会の分断をテーマに、日米中の大学生が議論した。
中国の友よ君はそれで幸せなの？
2022年1月3日、BS1スペシャルで初回放送。オリンピック開催を控えた中国で打ち出された教育政策と格差の是正について議論。
民主主義って時代遅れなの？
2022年3月27日、BS1スペシャルで初回放送。2022年3月米・中・日とボストンのスタジオを繋いだリモート収録。前年1月アメリカで発生した議事堂襲撃事件や2022年ロシアのウクライナ侵攻にも言及しつつ、民主主義に欠かせない要件、民主主義と専制主義との比較を主軸とした。
2021年からの放送分３回は再構成版「マイケル・サンデルの白熱教室2022」がEテレで4月9日から放送開始。全12回予定（BS1放送版と同一ではなく、字幕放送が行われテロップの付与と修正もみられる）。

### 『マイケル・サンデルの白熱教室2022・2023』
Eテレで放送。
マイケル・サンデルの白熱教室2022
- 第1回「国家はロックダウンを強制できるのか？」2022年4月9日放送
- 第2回「エリートたちよ 君の成功は努力の結果？それとも運？」2022年4月16日放送
- 第3回「中国 衝撃の教育改革 あなたはどう考える？」2022年4月23日放送
- 第4回「中国の“寝そべり族”に共感する？」」2022年4月30日放送
- 第5回「君たちは自分の国を信用している？」2022年5月14日放送
- 第6回「民主主義への挑戦～戦争～」2022年5月21日放送
- 第7回「民主主義への挑戦～コロナ～」2022年5月28日放送
- 第8回「中国って民主主義国？」2022年6月4日放送

マイケル・サンデルの白熱教室2023
- 「君たちの大学は男女平等？」2023年2月4日放送
- 「なぜ女性政治家は少ないの？」2023年2月11日放送
- 「性別を問うのはやめるべき？」2023年2月18日放送
- 「なぜ国家は同性婚を認めないの？」2023年2月25日放送

## NHK: 白熱教室シリーズ
『ハーバード白熱教室』の放送後、NHKはサンデルを起用した番組以外にも、独自に白熱教室を制作してゆく事となる。

### 白熱教室JAPAN
| 講師                       | 主題 | テーマ                     | 放送日                   |
| -------------------------- | --- | -------------------------- | ------------------------ |
| 上村雄彦（横浜市立大学）   | 第1回「地球のビジョンを描こう!」第2回「地球の命を救うには」第3回「こんな日本を創りたい」第4回「世界の難問を解決しよう」                                          | 地球規模の問題             | 2010年11月21日～12月12日 |
| 小林正弥（千葉大学）       | 第1回「命の価値を議論する」第2回「私を所有しているのは私?」第3回「職に就けないのは誰のせい?」第4回「ウィキリークスを議論する」                                   | 政治哲学                   | 2011年1月9日～1月30日    |
| 高木晴夫（慶應義塾大学）   | 第1回「2人のリーダー どちらを選ぶ?」第2回「彼女が会社を辞めたくなるとき」第3回「社長はなぜ失敗したのか」第4回「組織を危機が襲うとき」                            | 自分ならどう解決するか     | 2011年2月6日～2月27日    |
| 毛利勝彦（国際基督教大学） | 第1回「NGO ミッションを議論する」第2回 「NGO 生き残り策を考える」第3回「NGO 推進 vs 反対 どう説得するか」第4回「NGOは企業と連携できるのか 」                     | 国際関係学                 | 2011年4月3日～4月24日    |
| 宇佐美誠（東京工業大学）   | 第1回「正義は国境を越えられるか」第2回「正義は世代を越えられるか」第3回「自由の限界はどこにあるか」第4回「平等について考える」                                   | 法哲学                     | 2011年6月26日～7月17日   |
| 川本隆史（東京大学）       | 第1回「ヒロシマからフクシマへ届けられるもの 前編」第2回「ヒロシマからフクシマへ届けられるもの 後編」                                                             | 「正義」と「記憶の手入れ」 | 2011年7月24日～7月31日   |
| 草野厚（慶應義塾大学）     | 第1回「日米関係を考える」第2回「日中・日韓関係を考える」第3回「新たな“開国”を考える」第4回「3・11後の国際協力」                                                  | 外交政策                   | 2011年9月4日～9月25日    |
| 小笠原泰（明治大学）       | 第1回「“僕はウナギだ”を訳せますか?」第2回「あなたの選択は?“就職”or“就社”」第3回「「安全」と言ってくれ、「安心」するから」第4回「日本におけるリーダーシップとは」 | 日本のビジネス文化         | 2011年10月2日～10月23日  |
| 小林傳司（大阪大学）       | 第1回「英国BSE事件が問いかけるもの」第2回「社会的意思決定はどう下すのか」第3回「想定外!?原発のリスクを考える」第4回「科学技術とどう向き合うべきか」              | 科学技術社会論             | 2011年10月30日～11月20日 |

### スタンフォード白熱教室
- 講師：ティナ・シーリグ（スタンフォード大学）
- 日時：毎週日曜日 18:00～19:00

| 話数  | 主題                                 | 放送日        |
| ----- | ------------------------------------ | ------------- |
| 第1回 | ブレーンストーミングで可能性を探れ！ | 2011年5月1日  |
| 第2回 | 名札をめぐる冒険                     | 2011年5月8日  |
| 第3回 | 最悪の家族旅行を考える               | 2011年5月15日 |
| 第4回 | 6色の考える帽子                      | 2011年5月22日 |
| 第5回 | 30分で新製品を作る                   | 2011年5月29日 |
| 第6回 | トランプで創造性を学ぶ               | 2011年6月5日  |
| 第7回 | あこがれの起業家に学ぶ               | 2011年6月12日 |
| 第8回 | コーヒーの新しい飲み方を考える       | 2011年6月19日 |

#### スタンフォード白熱教室＠大阪大学
| 話数 | 主題                             | 放送日       |
| ---- | -------------------------------- | ------------ |
| 前編 | ブレインストーミングの極意を学ぶ | 2012年1月1日 |
| 後編 | ゴミから宝を創造する             | 2012年1月2日 |

### コロンビア白熱教室
- 講師：シーナ・アイエンガー（コロンビア大学）
- 日時：毎週日曜日 18:00～18:58

| 話数  | 主題                                 | 放送日         |
| ----- | ------------------------------------ | -------------- |
| 第1回 | あなたの人生を決めるのは偶然？選択？ | 2011年11月27日 |
| 第2回 | 選択しているのは本当にあなた自身？   | 2011年12月4日  |
| 第3回 | 選択日記のすすめ                     | 2011年12月11日 |
| 第4回 | あふれる選択肢：どう選ぶか           | 2011年12月18日 |
| 第5回 | 幸福になるための技術                 | 2011年12月25日 |

#### コロンビア大学＠慶応ビジネススクール
| 話数  | 主題                       | 放送日        |
| ----- | -------------------------- | ------------- |
| 第1回 | 人生の選択の極意を伝授する | 2012年8月27日 |
| 第2回 | 選択の達人になる方法       | 2012年9月3日  |

### MIT白熱教室
- 講師：ウォルター・ルーウィン（マサチューセッツ工科大学）
- 日時：毎週土曜日 16:00～16:54

| 話数  | 主題                                                      | 放送日        |
| ----- | --------------------------------------------------------- | ------------- |
| 第1回 | ガリレオは本当に正しいのか？ ～重力とエネルギー保存の法則 | 2013年1月5日  |
| 第2回 | 電車でジャンプしてもそのまま着地する理由                  | 2013年1月12日 |
| 第3回 | 電気はどうやって作るのか？                                | 2013年1月19日 |
| 第4回 | 空はなぜ青く 夕焼けはなぜ赤いのか？                       | 2013年1月26日 |
| 第5回 | 完璧な虹を見る方法                                        | 2013年2月2日  |
| 第6回 | 音に秘められた驚きのパワー                                | 2013年2月9日  |
| 第7回 | 神はサイコロを振らないのか？ ～量子力学と不確定性原理     | 2013年2月16日 |
| 第8回 | 星はどう生まれ どう死ぬのか？                             | 2013年2月23日 |

### バークレー白熱教室
- 講師：リチャード・ムラー（カリフォルニア大学バークレー校）
- 日時：毎週金曜日 23:00～23:54

| 話数  | 主題                              | 放送日        |
| ----- | --------------------------------- | ------------- |
| 第1回 | エネルギー 君なら何を選ぶ？       | 2013年4月5日  |
| 第2回 | クリーンエネルギーを検証する      | 2013年4月12日 |
| 第3回 | 地球温暖化の真実                  | 2013年4月19日 |
| 第4回 | 原子力を知る                      | 2013年4月26日 |
| 第5回 | エネルギーの未来 大統領に提言せよ | 2013年5月3日  |

### ソウル白熱教室
- 講師：キム・ナンド（ソウル大学）
- 日時：毎週金曜日 23:00～23:54

| 話数  | 主題                         | 放送日        |
| ----- | ---------------------------- | ------------- |
| 第1回 | あなたの全盛期は何歳？       | 2013年5月10日 |
| 第2回 | 人生でいちばん楽しいことは？ | 2013年5月17日 |
| 第3回 | 名前をなくした女性たちへ     | 2013年5月24日 |
| 第4回 | 親が子どもにできる最善のこと | 2013年5月31日 |

### ハリウッド白熱教室
- 講師：ドリュー・キャスパー（南カリフォルニア大学）
- 日時：毎週金曜日 23:00～23:54

| 話数  | 主題                                    | 放送日        |
| ----- | --------------------------------------- | ------------- |
| 第1回 | 脚本 人生をストーリーにする             | 2013年6月7日  |
| 第2回 | ビジュアルデザイン 映画は見た目がすべて | 2013年6月14日 |
| 第3回 | 撮影 すべてのショットには意味がある     | 2013年6月21日 |
| 第4回 | 編集 時間と空間の魔術                   | 2013年6月28日 |
| 第5回 | 音響効果 世界は音でできている           | 2013年7月5日  |

### オックスフォード白熱教室
- 講師：マーカス・デュ・ソートイ教授（オックスフォード大学 数学研究所）
- 日時：毎週金曜日 23:00 - 23:54

| 話数  | 主題                           | 放送日         |
| ----- | ------------------------------ | -------------- |
| 第1回 | 素数の音楽を聴け               | 2013年10月4日  |
| 第2回 | シンメトリーのモンスターを追え | 2013年10月11日 |
| 第3回 | 隠れた数学者たち               | 2013年10月18日 |
| 第4回 | 数学が教える"知の限界"         | 2013年10月25日 |

### リーダーシップ白熱教室
- 講師：ロナルド・ハイフェッツ教授（ハーバード・ケネディスクール）
- 日時：毎週金曜日 23:00 - 23:54

| 話数  | 主題                          | 放送日         |
| ----- | ----------------------------- | -------------- |
| 第1回 | リーダーシップとは?           | 2013年11月1日  |
| 第2回 | リーダーシップは素質ではない! | 2013年11月8日  |
| 第3回 | 大統領はなぜ失敗したのか      | 2013年11月15日 |
| 第4回 | 1%の変革が世界を変える        | 2013年11月22日 |
| 第5回 | 難題と向き合おうじゃないか    | 2013年11月29日 |
| 第6回 | 世界が君を待っている          | 2013年12月6日  |

### 「幸福学」白熱教室
- 講師：エリザベス・ダン博士（カナダ・ブリティッシュ・コロンビア大学心理学部准教授）、ロバート・ビスワス・ディーナー博士（ポジティブ心理学コーチングの第一人者）
- 日時：毎週金曜日 23:00 - 23:54

| 話数       | 主題                                               | 放送日        |
| ---------- | -------------------------------------------------- | ------------- |
| プロローグ | 「幸福学」白熱教室 プロローグ特集 幸せを見つける鍵 | 2014年1月3日  |
| 第1回      | お金はあなたを幸せにしますか?                      | 2014年1月10日 |
| 第2回      | あなたの仕事と幸せの関係!                          | 2014年1月17日 |
| 第3回      | 挫折や逆境から立ち直るために                       | 2014年1月24日 |
| 第4回      | 幸せを導く人間関係とは?                            | 2014年1月31日 |

### お金と感情と意思決定の白熱教室 〜楽しい行動経済学の世界〜
- 講師：ダン・アリエリー教授（デューク大学、行動経済学の第一人者）
- 日時：毎週金曜日 23:00 - 23:54

| 話数  | 主題                                                            | 放送日        |
| ----- | --------------------------------------------------------------- | ------------- |
| 第1回 | 人間は“不合理”な存在である! 〜行動経済学入門〜                  | 2014年4月4日  |
| 第2回 | あなたが“人に流される”理由(わけ)                                | 2014年4月11日 |
| 第3回 | デート必勝法 教えます!?〜人々の感情をどう動かすか〜             | 2014年4月18日 |
| 第4回 | ダイエット成功への道!〜自分をコントロールする方法とは〜         | 2014年4月25日 |
| 第5回 | “お金”の不思議な物語                                            | 2014年5月2日  |
| 第6回 | 私たちは何のために働くのか?〜仕事のモチベーションを高める方法〜 | 2014年5月9日  |

### 宇宙白熱教室
- 講師：ローレンス・クラウス教授（アリゾナ州立大学 宇宙物理学者）
- 日時：毎週金曜日 23:00 - 23:54

| 話数  | 主題                                                         | 放送日        |
| ----- | ------------------------------------------------------------ | ------------- |
| 第1回 | 入門編1：宇宙のスケールを体感する！〜空間・時間・物質〜      | 2014年6月20日 |
| 第2回 | 入門編2：物理学者の秘密のお仕事 〜物事を大ざっぱに捉える！〜 | 2014年6月27日 |
| 第3回 | 宇宙膨張 驚異の発見 〜ダークマターへの道のり〜               | 2014年7月4日  |

### プレゼン白熱教室
- 講師：ニック・バーリー（国際スポーツ・コンサルタント）
- 日時：毎週金曜日 23:00 - 23:54

| 話数 | 主題                          | 放送日        |
| ---- | ----------------------------- | ------------- |
| 前篇 | そのプレゼンで未来が動く！    | 2014年7月18日 |
| 後編 | 世界を相手にJAPANを売り込め！ | 2014年7月25日 |

### ケンブリッジ白熱教室
- 講師：アンディ・マーティン博士（ケンブリッジ大学）
- 日時：毎週金曜日 23:00 - 23:54

| 話数  | 主題                 | 放送日         |
| ----- | -------------------- | -------------- |
| 第1回 | ベッカム実存主義     | 2014年10月10日 |
| 第2回 | 美と醜悪の現象学     | 2014年10月17日 |
| 第3回 | FBI対フランス哲学者  | 2014年10月24日 |
| 第4回 | フランス哲学的幸福論 | 2014年10月31日 |

### パリ白熱教室
- 講師：トマ・ピケティ教授（パリ経済学校 経済学者）
- 日時：毎週金曜日 23:00 - 23:54

| 話数  | 主題                                                     | 放送日        |
| ----- | -------------------------------------------------------- | ------------- |
| 第1回 | 「21世紀の資本論」〜格差はこうして生まれる〜             | 2015年1月9日  |
| 第2回 | 「所得不平等の構図」〜なぜ格差は拡大するのか〜           | 2015年1月16日 |
| 第3回 | 「不平等と教育格差」〜なぜ所得格差は生まれるのか〜       | 2015年1月23日 |
| 第4回 | 「強まる資産集中」〜所得データが語る格差の実態〜         | 2015年1月30日 |
| 第5回 | 「世襲型資本主義の復活」〜19世紀の格差社会に逆もどり？〜 | 2015年2月6日  |
| 第6回 | 「これからの資本主義」〜再分配システムをどうつくるか〜   | 2015年2月13日 |

### ニューヨーク白熱教室 〜最先端物理学が語る驚異の未来〜
- 講師：ミチオ・カク教授（ニューヨーク市立大学シティカレッジ 超弦理論専門理論物理学者）
- 日時：毎週金曜日 23:00 - 23:54

| 話数  | 主題                       | 放送日        |
| ----- | -------------------------- | ------------- |
| 第1回 | アインシュタインの夢       | 2015年4月3日  |
| 第2回 | ”万物の理論”の驚くべき予言 | 2015年4月10日 |
| 第3回 | 科学が変える未来社会       | 2015年4月17日 |
| 第4回 | 変貌する”心の未来”         | 2015年4月24日 |

### カズオ・イシグロ 文学白熱教室
- 講師：カズオ・イシグロ（ベストセラー作家『日の名残り』『わたしを離さないで』）
- 日時

- 2015年7月17日 23:00 - 23:54
- 2015年8月16日（15日深夜） 0:00 - 1:14 74分拡大の完全版

### 心と脳の白熱教室
- 講師：エレーヌ・フォックス教授（オックスフォード大学・感情神経科学センター代表）、ケヴィン・ダットン博士（心理学者・サイコパス専門）
- 日時：毎週金曜日 23:00 - 23:54

| 話数  | 主題                       | 放送日        |
| ----- | -------------------------- | ------------- |
| 第1回 | 楽観脳と悲観脳             | 2015年7月24日 |
| 第2回 | 本当の楽観主義とは         | 2015年7月31日 |
| 第3回 | あなたの中のサイコパス     | 2015年8月7日  |
| 第4回 | あなたの性格は変えられるか | 2015年8月14日 |

### 数学ミステリー白熱教室 〜ラングランズ・プログラムへの招待〜
- 講師：エドワード・フレンケル教授（カルフォルニア大学バークレー校 数学教授）[2]
- 日時：毎週金曜日 23:00 - 23:54

| 話数  | 主題                                              | 放送日         |
| ----- | ------------------------------------------------- | -------------- |
| 第1回 | 数学を“統一”する！                                | 2015年11月13日 |
| 第2回 | 数の世界に隠された美しさ 〜数論の対称性〜         | 2015年11月20日 |
| 第3回 | “フェルマーの最終定理”への道 〜調和解析の対称性〜 | 2015年11月27日 |
| 第4回 | 数学と物理学 驚異のつながり                       | 2015年12月4日  |

### ロイヤル・アカデミー 音楽白熱教室
- 講師：ティモシー・ジョーンズ博士（英国王立音楽院副学長）、ジョアンナ・マグレガー教授（英国王立音楽院ピアノ科主任）
- 日時：毎週金曜日 23:00 - 23:54

| 話数  | 主題                                | 放送日        |
| ----- | ----------------------------------- | ------------- |
| 第1回 | 神と王に仕える音楽 〜バッハ〜       | 2016年2月26日 |
| 第2回 | 社交の時代の音楽 〜モーツァルト〜   | 2016年3月4日  |
| 第3回 | 個人の時代の音楽 〜ベートーヴェン〜 | 2016年3月11日 |
| 第4回 | 主張する音楽 〜ショパン〜           | 2016年3月18日 |
| 第5回 | 現代の作曲家と社会                  | 2016年3月25日 |